# Jake Polledri

a Compétitions nationales et continentales officielles uniquement.

b Matchs officiels uniquement.
Dernière mise à jour le 4 mars 2024.
Jake Polledri, né le 8 novembre 1995 à Bristol (Angleterre), est un joueur international italien de rugby à XV évoluant principalement au poste de troisième ligne aile

## Biographie
Jake est le fils de Pete Polledri, ancien joueur des Bristol Bears (plus de 460 matchs joués sous leurs couleurs), dont les parents sont italiens.
Lors du mois de février 2023, il fait son retour en équipe nationale italienne après n'avoir plus évolué avec cette dernière depuis novembre 2020 à la suite de graves blessures qui l'ont tenu éloigné des terrains pendant deux années. Toutefois, il se reblesse lors du match contre l'Angleterre pendant le Tournoi des Six Nations 2023 et est absent jusqu'à la fin de saison.
En mars 2023, il s'engage avec le club italien des Zebre Parma à partir de la saison 2023-2024.
Au mois de décembre 2023, il dispute ses deux premiers matchs avec son nouveau club en Challenge Cup. Toutefois, en mars suivant, il met un terme à sa carrière à seulement vingt-huit ans à la suite d'une nouvelle blessure au pied,. Au mois d'avril il rejoint le Cinderford RFC, club de troisième division anglaise près de Gloucester, où il entame une carrière d'entraîneur.